# Toxeumelloides pacificus
Toxeumelloides pacificus är en stekelart som beskrevs av Girault 1913. Toxeumelloides pacificus ingår i släktet Toxeumelloides och familjen puppglanssteklar. Inga underarter finns listade i Catalogue of Life.